# 志庵
『志庵』（しあん）は、日本の音楽ユニット・B'zのボーカリスト・稲葉浩志の2枚目のオリジナル・アルバム。2002年10月9日にVERMILLION RECORDSから発売された。

## 概要
前作『マグマ』から約5年ぶりとなるアルバム。アルバムタイトルの『志庵』とは、稲葉のプライベートスタジオの名前で、レコーディングも同スタジオで行なわれた。本作に収録されている楽曲のうち10曲は、稲葉が自らギターを演奏している。なお、前作以降にシングルとして発売された「遠くまで」は未収録となった。
本作について稲葉は「『マグマ』は数直線上でいうところのマイナスから吐き出す感じだった。『遠くまで』をおいてようやくニュートラルな位置にこれた。」と語っている。なお、「別冊カドカワ」にて森雪之丞がこのアルバムを絶賛し、「自分の言葉の伝え方が本当にうまい」と評した。
ブックレットは、各曲ごとに歌詞が記されたタトゥーが稲葉の身体に貼り付けられた写真の横に参加ミュージシャンが表記されている構成で、これとは別に歌詞カードが付属されている。
初回特典として、稲葉がジャケット撮影で使用したものと同サイズ、同デザインである志庵ロゴのタトゥーシールが封入された。
本作のプロモーションとして、2002年10月5日深夜放送のTBS『COUNT DOWN TV』に出演した他、同年10月20日にはNHKハイビジョンにて特集の組まれた『稲葉浩志 ソロ・ワークス02 ～B'zから離れ一人になる時～』が放送された。
リリース当時ファミリーレストランのガストに存在したプラスeで2002年11月1日から11月17日までの間、収録曲「O.NO.RE」、「Touch」、「ファミレス午前3時」のミュージック・ビデオを観ることができた。

## チャート記録
オリコン週間アルバムチャートでは1枚目のソロ・アルバム『マグマ』に続き、初登場で1位を獲得。シングル曲、タイアップ曲の未収録アルバムが2作連続初登場1位になったのは史上初となった。

## 収録曲
| 全作詞・作曲: 稲葉浩志。 |                                                       |           |            |            |      |
| #                        | タイトル                                              | 作詞      | 作曲・編曲 | 編曲       | 時間 |
| 1.                       | 「O.NO.RE」                                           | 稲葉浩志  | 稲葉浩志   | 稲葉浩志   | 3:50 |
| 2.                       | 「LOVE LETTER」(ストリングスアレンジ: 池田大介)       | 稲葉浩志  | 稲葉浩志   | 寺島良一   | 4:06 |
| 3.                       | 「Touch」(ストリングスアレンジ: 池田大介)             | 稲葉浩志  | 稲葉浩志   | 池田大介   | 4:34 |
| 4.                       | 「TRASH」                                             | 稲葉浩志  | 稲葉浩志   | 豊田みのる | 3:30 |
| 5.                       | 「Overture」(ストリングスアレンジ: 池田大介)          | 稲葉浩志  | 稲葉浩志   | 池田大介   | 4:20 |
| 6.                       | 「GO」                                                | 稲葉浩志  | 稲葉浩志   | 池田大介   | 4:46 |
| 7.                       | 「ファミレス午前3時」(ストリングスアレンジ: 池田大介) | 稲葉浩志  | 稲葉浩志   | 池田大介   | 3:28 |
| 8.                       | 「あなたを呼ぶ声は風にさらわれて」                    | 稲葉浩志  | 稲葉浩志   | 豊田みのる | 3:54 |
| 9.                       | 「Here I am!!」                                       | 稲葉浩志  | 稲葉浩志   | 寺島良一   | 4:14 |
| 10.                      | 「炎」                                                | 稲葉浩志  | 稲葉浩志   | 寺島良一   | 4:11 |
| 11.                      | 「Sẽno de Revolution」                                | 稲葉浩志  | 稲葉浩志   | 豊田みのる | 3:36 |
| 12.                      | 「とどきますように」                                  | 稲葉浩志  | 稲葉浩志   | 豊田みのる | 4:04 |
| 合計時間:                | 合計時間:                                             | 合計時間: | 48:33      |            |      |

## 楽曲解説
1. O.NO.RE
  - ブルースハープから始まる楽曲で、歌詞には稲葉の出身地である岡山弁が使われている[10]。
  - ミュージック・ビデオは上半身裸になって歌っているものでブックレット同様、背中に歌詞のタトゥーが貼られている。
2. LOVE LETTER
  - 1stシングル『遠くまで』の制作時と同時期に作られた楽曲で、本作への収録にあたり歌詞やアレンジが変更された[11]。
3. Touch
  - ピアノのリフから作られた3連ワルツの楽曲[12]。
  - 発売後、文化放送の『LIPS PARTY 21.jp』のエンディングに採用された。
4. TRASH
  - 間奏はスカイセンサーによるもので、稲葉は「これに合わせてメロディを作ったら難しかった」と語っている[12]。
5. Overture
  - 元々はピアノの伴奏と歌のみのワンコーラスのデモ音源があり、1stシングル『遠くまで』より前に作っていた[13]。
  - 発売から約1か月後、日本テレビ系『名探偵コナン』エンディング（期間：2002年11月18日 - 2003年1月20日）のタイアップがつき、『THE BEST OF DETECTIVE CONAN 2 〜名探偵コナン テーマ曲集2〜』にも収録されている。
6. GO
  - ギターソロは稲葉による演奏。
  - 『Koshi Inaba LIVE 2016 〜enIII〜』にて初演奏となった。
7. ファミレス午前3時
  - アコースティック・ギターの弾き語り主体の楽曲。
  - 稲葉浩志曰く午前3時とは「夜と朝が交わりあう時間」[12]。
8. あなたを呼ぶ声は風にさらわれて
  - 稲葉が最初にギターを演奏した曲[12]。
9. Here I am!!
  - ギターリフで制作された楽曲[12]。
10. 炎
  - アルバム制作において最初にできた曲[14]。この曲のみ寺島がギターを弾いている。
11. Sẽno de Revolution
12. とどきますように
  - 前2曲と同じくフェードアウトで終了し、エンディングが次に続いていくような感じを出すためにラストに持ってきたという[13]。

## タイアップ
- 読売テレビ・日本テレビ系アニメ『名探偵コナン』エンディングテーマ。(#5)

## 参加ミュージシャン
- 稲葉浩志：ボーカル、全曲作詞・作曲・編曲、ギター（#1.2.4-9.11.12）、ブルースハープ（#1）、スカイセンサー（#4.8）、パーカッション（#8.9)、ミックス(#7)
- 寺島良一：アコースティック・ギター（#10）、編曲（#2.9.10）
- 豊田みのる：ミックス(#1.4.8)、編曲(#4.8.11.12)、Additional Programming(#2)
- 池田大介：ストリングスアレンジ（#2.3.5.7）、編曲（#3.5.6.7）
- 高桑心：ミックス(#2.3.5.10-12)
- 野崎智子：ミックス(#6)
- 小林廣行：ミックス(#9)
- 山木秀夫：ドラム（#1-5.8-12）
- 根岸孝旨：ベース（#1.5）
- 明石昌夫：ベース（#2.4.8.9）
- 吉田建：ベース（#11.12）
- 青木智仁：ベース（#6.10）
- 金澤英明：アコースティック・ベース（#3）
- 小野塚晃：ピアノ（#3.5.10）
- 篠崎Strings：ストリングス （#2.3.5）
- 松野弘明：ストリングス（#2）
- 小橋ちひろ：ハープ（#5.8）
- 苅田雅治：チェロ（#7）
- SHIMIZU TOMOYUKI：ギャングボイス（#8.11）
- TAURA TOSHIAKI：ギャングボイス（#8.11）
- TSURUOKA NAOTO：ギャングボイス（#8.11）
- MATSUDA TAKAYUKI：ギャングボイス（#8.11）